# 基督兄弟団
基督兄弟団（きりすときょうだいだん）は、澤啓一が代表を務める日本の宗教法人である。メノナイト系の「日本キリスト兄弟団（けいていだん）」とは別団体である。
プロテスタントホーリネス系福音派でホーリネス運動の流れを汲み、きよめ派の団体である。日本福音同盟に加盟している。

## 沿革
- 1946年2月、山元耕一と彼の兄弟が、「主にある兄弟姉妹として、仲の良い教会を作ろう」と、基督兄弟団という名で新しいキリスト教団を設立し、様々な神学的立場にあった牧師たちに呼びかけ、それに応えて集まった者によってこの教団がスタートした。しかし、第２回目の教団総会（年会）の折、戦前のきよめ教会（日本基督教団第9部）の田中敬止、森五郎、谷中広美など、主に中田重治の指導を受けた牧師らが中心となり、この教団を旧きよめ教会の延長線上にあると位置づけたため、山元耕一及び他の神学的立場にある牧師たちがこの教団を去ることとなった。それ以来、基督兄弟団はきよめ派の団体として活動を続けている。
- 1946年11月、茨城県小美玉市羽鳥に基督兄弟団聖書学院が開校する。
- 1958年、森五郎を指導者とした26教会が基督聖協団として分離する。

## 特徴
- ウェスレアン・アルミニアンの立場を取り四重の福音すなわち新生、聖化、神癒、再臨の信仰を堅持。特に再臨とイスラエルの救い、祖国の救いのために祈りを重んじている。